# Viridiplantae
De Viridiplantae of Chloroplastida vormen een rijk binnen de supergroep van de Archaeplastidae of Primoplantae. De term planten (Plantae) in wijde betekenis is gewoonlijk van toepassing op deze groep. De Viridiplantae vormen een zustergroep van de Rhodoplantae, waaronder de roodwieren vallen. De Viridiplantae worden gekenmerkt door groene chloroplasten, waar die van de roodwieren ("rhodoplasten") roodachtig gekleurd zijn.
| - LUCA - Domein Eubacteria (Ehrenberg 1828) (→ prokaryoten) - - Domein Archaea (Woese et al. 1990) (→ prokaryoten) - Domein Eukaryota - Supergroep Unikonta (Cavalier-Smith 2002) - Supergroep Excavata (Cavalier-Smith 2002) - Bikonta (Cavalier-Smith 2002) - Supergroep Chromalveolata (Adl et al. 2005) - Supergroep Archaeplastida (Adl et al. 2005) - Rijk Rhodoplantae (Saunders & Hommersand 2004) - - Stam Rhodophyta (Wettstein 1922), roodwieren - Stam Cyanidiophyta (Saunders & Hommersand 2004) - ? Glaucophyta (Skuja 1954) - Rijk Viridiplantae (Cavalier-Smith 1981) - Onderrijk Chlorobionta, groene algen - prasinofyten (Christiansen 1962) (Prasinophyceae 1-9) - Stam Chlorophyta (Pascher 1914) - Onderrijk Streptobionta - basale Streptobionta - Superstam Embryophyta (landplanten) - mossen s.l., bryofyten (Marchantiophyta, Bryophyta, Anthocerotophyta) - Tracheophyta, vaatplanten - † rhyniofyten (Banks 1975) - - - † Stam Zosterophyllophyta (Banks 1975) - Stam Lycopodophyta (Cronquist & al. 1966) - - † Stam Trimerophytophyta (Banks 1975) - Euphyllophyta (Kenrick & Crane 1997) - † Klasse Cladoxylidopsida - - † Klasse Coenopteridopsida - - Stam Pteridophyta (Schimper 1879), varens - Lignophyta - - † progymnospermofyten - Spermatophyta, zaadplanten - † zaadvarens, pteridospermofyten - - naaktzadigen, gymnospermen - Stam Angiospermophyta (Berry 1915), bedektzadigen - basale 'angiosperms' (ANA grade) - - 'magnoliids', magnoliiden (Magnoliopsida) - - Monocotyledoneae ('monocots') - Dicotyledoneae ('eudicots') |
| een polyfyletische groep |